# EOC 8 inch 45 caliber
L'EOC 8 inch 45 caliber è stata una famiglia di un cannoni navali concepita e progettata nel Regno Unito sul finire del XIX secolo e ampiamente venduta sul mercato militare internazionale: vari modelli  furono infatti acquisiti e adoperati dal Regno d'Italia, dall'Argentina e dall'Impero giapponese. Oltre che come artiglieria imbarcata, i pezzi EOC 8 inch conobbero anche impiego terrestre, opportunamente riadattati su affusti, e nelle fortificazioni litoranee.

## Storia
L'EOC 8 inch 45 caliber fu progettato alla fine del XIX secolo dalla Elswick Ordnance Company come artiglieria navale e prodotto dalla Armstrong Whitwhorth, offerta nelle versioni S, U, U¹ e W: si distinguevano per il peso, i tipi di munizioni impiegabili e dettagli minori; generalmente le prestazioni erano simili e il calibro era sempre in 203 mm. I pezzi di questa famiglia d'artiglieria furono pensati come armamento secondario delle navi da battaglia pre-dreadnought e degli incrociatori corazzati dell'epoca. Una licenza fu acquistata in seguito dagli stabilimenti meccanici di Pozzuoli.

## Impiego operativo

### Regno d'Italia

Un 203/45 D.S. su affusto "De Stefano", tra i paranchi per incavalcare la bocca da fuoco

Nel 1895 iniziò la realizzazione della serie di incrociatori corazzati classe Giuseppe Garibaldi. L'armamento, nonostante alcune differenze tra le varie unità e le varie marine, era incentrato sulle artiglierie di grosso calibro EOC 10 in Pattern R da 254/40 mm e sull'EOC 8 inch 45 Pattern W: ciascuna delle tre unità fu equipaggiata con due di tali cannoni che, nella nomenclatura dell'epoca della Regia Marina, era definiti "203/45 Mod. 1897". Essi furono installati anche sulle corazzate classe Regina Margherita (quattro pezzi in casamatta ai vertici della sovrastruttura) e classe Regina Elena (sei torri binate, tre per lato). Allo scoppio della seconda guerra mondiale il 203/45 era ancora in servizio in installazione fissa costiera con le batterie costiere della Regia Marina e della Milizia marittima di artiglieria.
Il Regio Esercito ebbe in carico alcuni Mod. 1897, che ribattezzò "203/45 D.S." o "203 R.M." (da Regia Marina) e riutilizzò come cannone pesante d'assedio. In questa configurazione, la bocca da fuoco era stata incavalcata su un affusto modello "De Stefano" (D.S.) a cassa con sottoaffusto a lisce su quattro ruote, con avantreno. In batteria esso scorreva su due lisce (rotaie) inclinate posteriormente verso l'alto, unite tra loro e fissate ad una piattaforma di travi tramite. Era un affusto rigido, quindi l'energia del rinculo veniva dissipata dal movimento retrogrado dell'affusto sulle lisce; essendo queste inclinate, il pezzo tornava poi in batteria per gravità.
Il traino si eseguiva su una sola vettura; l'assale dell'avantreno infatti era munito di ralla e, installate le rotaie a cingolo ideate dal maggiore Crispino Bonagente sulle 4 ruote, si eseguiva direttamente il traino con il trattore d'artiglieria Pavesi-Tolotti.

### Argentina
Delle quattro unità della Armada de la República Argentina, tre (ARA "Garibaldi", Belgrano e Pueyrredon) imbarcavano 2 cannoni da 254/40 mentre l'ARA San Martín imbarcava 4 cannoni da 203 mm in 2 torri binate.

### Giappone
Delle due unità giapponesi, il Kasuga aveva lo stesso armamento delle unità italiane mentre il Nisshin aveva quattro pezzi da 203/45. In conseguenza dell'ottimo comportamento delle due navi durante la guerra russo-giapponese, il pezzo da 203/45 dell'Ansaldo venne riprodotto direttamente in Giappone, con i dati progettuali forniti direttamente dalla Armstrong; denominato nel 1908 8 in/45 Type 41 e poi il 5 ottobre 1917 in base al sistema metrico decimale 20 cm Type 41, il cannone equipaggiò gli incrociatori classe Kasuga, classe Izumo e classe Chikuma. In seguito alla dismissione di queste navi, i pezzi rimasero in servizio nelle batteria costiere fino alla fine della seconda guerra mondiale.